# 東恩流
東恩流（とうおんりゅう）は、空手の流派の一つ。開祖は許田重発。

## 概要
東恩納寛量の高弟の一人であった許田重発が、自衛隊で空手指導を始めるにあたって、流派を名乗る必要に迫られ恩師東恩納寛量の遺徳を顕彰するために東恩流と名乗ったのが流派の起源である。流祖は許田重発、二代宗家は許田重光、三代宗家は神崎重和、四代宗家は池田重秀である。
流派を唱えた時期は自衛隊の別府駐屯地で空手道の指導に招聘された昭和33年頃である。許田が大分県竹田に疎開したのは終戦直前の事である。
現在、東恩流では許田が東恩納タンメーから学んだサンチン、サンセール、ペッチュリンの3つの型のほかに、許田が師範学校在学中に軍事教官であった屋部憲通から学んだジオン、さらに沖縄唐手研究倶楽部で呉賢貴から教わったネーパイそして、親戚の那覇東村の東恩納寛裕から伝授された寛裕のセーサンの6つの型を伝承している。
サンチン
剛柔流や糸東流と比較すると、膝を曲げず引き手は腸骨の上に置く。拳は肩よりやや高く構え、限界まで捻りあげる。背筋は真っ直ぐに保ち背中は丸めない。これは腎を意識し睾丸を引き上げるために行う。突きにともなう呼吸は静かに長く連綿と吐く。腹部は膨らませながら下丹田に落とした後、拳の捻りにあわせて中丹田へ引き上げる。この動作は横隔膜を緊張させて肝を意識して腹腔を引き上げる事が目的である。そして下腿は締め上げたまま棒の様に堅め運足する。この間は無呼吸である。これは耐の呼吸を鍛錬する方法である。サンチンは鍛錬としての、ひたすら前進するサンチンと型としてのサンチンがある。稽古の締めくくりには必ずサンチンをするが、この時は呑吐の際に大きな呼吸音を出し気を発する。そして型サンチンは挙動数が剛柔流や糸東流とは異なる。
寛裕のセーサン
技術的には那覇手でありながら転回方法が首里手であるなど、那覇、首里いずれにも属さない古伝の形式を保存している。また、組んだ状態からの踏み付けや入り身での受けなど、進退が際立っている点が特徴である。終了動作は一歩前進して終わるという他の空手型にはない特徴を持つ。
サンセール
同門の宮城長順が徴兵されている間に許田が唯一人東恩納寛量から教わったものと言われる。剛柔流や糸東流のサンセールとは終盤動作が異なり、挙動数も少ない。前屈立ちは極端な前傾姿勢を取りつつも、背筋は真っ直ぐに保たなければならない。また、倒木法や呼吸法を使用しての浮沈を用いて体を入れ替える等の高度な身体操作能力が要求される。型の特徴としてはダイナミックな技の連続で構成されているため、広い場所が必要となる。
ペッチュリン
剛柔流のスーパーリンペーとる較べると挙動数が少なく型の最後の動作が異なる。また用法によって３種類の終了動作が存在する。鶴拳由来の手の技法が特殊であり現在の空手にはあまり見られない髷取り外し等の技がある。跳躍動作の二段蹴りは本部御殿手と同じく膝を曲げない棒蹴りであり空手とは異なる技術である。許田によれば東恩流のペッチュリンが東恩納タンメーが教えた原型であるという。
ジオン
屋部憲通から師範学校時代に習ったもので、空手道大観に記載の花城長茂のジオンとよく似ている。
熊手や横打ちの使い方が入り身技法である事と、終了動作の両拳突きのナイファンチ立ちは腰を左右に捻る点など用に重点を置いた内容となっている。
ネーパイ
鶴拳の呉賢貴から教わったもので、糸東流ニーパイポの原型と言われている。しかし、挙動数はほぼ同じであるが技法の展開、内容には大きな差がある。ニーパイポは首里手の技法で構成されているが、ネーパイでは那覇手の技法が採用されている。
東恩流が伝える型は同門の宮城長順の剛柔流よりも少ない。これは許田が無修正主義の立場から東恩納寛量の伝えた技を忠実に残そうと努めたことからによる。東恩流の風格は豪快で剛柔流と比較すると、どちらかといえば松濤館の空手に近いとも言える。それゆえ東恩納寛量の福建の唐手や東恩納寛裕の那覇の唐手の解明や、東恩流にはない剛柔流の型の伝承系統を明らかにする観点などから、近年では東恩流への関心が高まっている